# 阿塞拜疆国家英雄
阿塞拜疆国家英雄是阿塞拜疆共和国的荣誉称号。1992年3月25日，该称号被承认为国家最高奖项。同年7月，阿塞拜疆推出了另一项法律，获得该奖项的人将获得“红星”勋章，1995年12月25日，该法律正式生效。该奖项对同一个人只能授予一次
该称号被授予给对阿塞拜疆在增强国防、强化国家系统以及国家思想等方面有杰出贡献的人。

## Independent Azerbaijan
苏联解体后，阿塞拜疆、亚美尼亚间发生了纳戈尔诺-卡拉巴赫战争，多名阿塞拜疆公民获得了这一称号。

## 获勋者
- 穆巴里兹·伊布拉希莫夫 [4]
- Maharram Seyidov（英语：Maharram Seyidov）
- Albert Agarunov（英语：Albert Agarunov）
- Kerim Kerimov（英语：Kerim Kerimov (National Hero of Azerbaijan)）
- 里亚德·艾哈迈多夫
- Amiraslan Aliyev（英语：Amiraslan Aliyev）
- 阿里·马马多夫
- Emin Aliyev
- Mirasgar Seyidov（英语：Mirasgar Seyidov）
- Ibrahim Mammadov（英语：Ibrahim Mammadov）
- Mikayil Jabrayilov（英语：Mikayil Jabrayilov）
- Nadir Aliyev（英语：Nadir Aliyev）
- Salatyn Asgarova（英语：Salatyn Asgarova）
- Sayavush Hasanov（英语：Sayavush Hasanov）
- Allahverdi Bagirov（英语：Allahverdi Bagirov）
- Faig Jafarov
- Eldar Mammadov（英语：Eldar Mammadov）
- Bahruz Mansurov
- Chingiz Mustafayev（英语：Chingiz Mustafayev）
- 阿里·穆斯塔法耶夫
- Asif Maharramov（英语：Asif Maharramov）
- 阿利夫·哈吉耶夫
- Shahin Taghiyev
- Telman Hasanov（英语：Telman Hasanov）
- Yusif Mirzayev（英语：Yusif Mirzayev）
- Zakir Majidov（英语：Zakir Majidov）
- Ruslan Polovinko（英语：Ruslan Polovinko）
- Javanshir Rahimov（英语：Javanshir Rahimov）
- Murad Mirzayev（英语：Murad Mirzayev）
- Shukur Hamidov（英语：Shukur Hamidov）
- 萨米德·伊曼诺夫
- Mazahir Rustamov（英语：Mazahir Rustamov）
- Chingiz Gurbanov（英语：Chingiz Gurbanov）
- Anvar Arazov（英语：Anvar Arazov）
- Anatoly Davidovich（英语：Anatoly Nikolayevich Davidovich）
- Isgender Aznaurov（英语：Isgender Aznaurov）
- Aytakin Mammadov（英语：Aytakin Mammadov）
- 伊利哈姆·阿利耶夫